# Bombardementen op Palestina

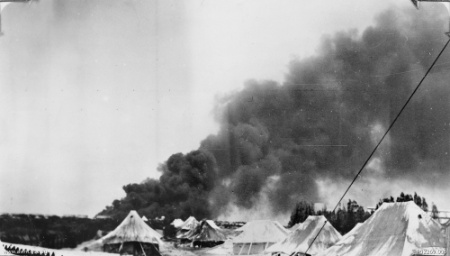
Brandende olietanks bij Haifa

De bombardementen op Palestina tijdens de Tweede Wereldoorlog maakten deel uit een campagne van de Italiaanse luchtmacht met als doel Groot-Brittannië en haar Gemenebest-naties te treffen in het Midden-Oosten.

## Achtergrond
Op 10 juni 1940 verklaarde het Koninkrijk Italië de oorlog aan Frankrijk en Groot-Brittannië. Nazi-Duitsland had het Franse leger al verslagen toen Italië het de oorlog verklaarde. De Italiaanse invasie van Frankrijk was dan ook van korte duur en op 25 juni 1940 tekenden de Fransen en Italianen een wapenstilstand. Hierdoor kwam Het Verenigd Koninkrijk in het Midden-Oosten alleen te staan tegenover de Italianen.

## Tel Aviv en Haifa
De Italiaanse luchtaanvallen in het Britse Mandaatgebied Palestina begonnen in juli 1940 en waren voornamelijk gericht op de steden Tel Aviv en Haifa. Andere kuststeden zoals Akko en Jaffa kregen er echter ook mee te maken.
Op 29 juli 1940 rapporteerde Time Magazine een aanval op Haifa van Italiaanse bommenwerpers in de voorafgaande week. Doelwit was de Britse oliepijplijn vanuit Mosoel die daar de kust bereikte. Tien Italiaanse bommenwerpers kwamen op grote hoogte vliegend vanaf de Dodekanesos. Ze gooiden vijftig bommen op de olieterminal en raffinaderij van Haifa. De installaties vlogen in brand en brandden dagenlang. Britse vliegtuigen die vanaf een basis bij het Karmelgebergte opereerden lukte het niet de Italianen te onderscheppen. Op 9 september 1940 kostte een bombardement op Tel Aviv 137 mensen het leven.

## Bahrein
In het midden van oktober 1940 bombardeerden de Italianen de door Amerikanen beheerde olieraffinaderijen in het Britse protectoraat Bahrein. De Italianen verklaarden dat hun bommenwerpers een nieuw afstandsrecord hadden verbeterd, ze vlogen 2.800 mijl vanuit luchtmachtbases in Libië en Italië. De Italianen beweerden dat de vliegtuigen waren bijgetankt uit onderzeeboten. Waarschijnlijker is dat de vliegtuigen zijn opgestegen vanuit Eritrea of een tussenstop hebben gemaakt in het door Vichy-Frankrijk gecontroleerde Syrië.